# Morse, Saskatchewan
Morse är en ort i Kanada.   Den ligger i provinsen Saskatchewan, i den södra delen av landet, 2 400 km väster om huvudstaden Ottawa. Morse ligger 697 meter över havet och antalet invånare är 240. Den ligger vid sjön Reed Lake.
Terrängen runt Morse är platt. Trakten runt Morse är nära nog obefolkad, med mindre än två invånare per kvadratkilometer.. Närmaste större samhälle är Herbert, 11,9 km väster om Morse. 
Trakten runt Morse består till största delen av jordbruksmark.